# برادر بزرگ (فیلم ۲۰۱۵)
«برادر بزرگ» (بنگالی: বিগ ব্রাদার) فیلمی در ژانر اکشن است که در سال ۲۰۱۵ منتشر شد.